# 가스 버너

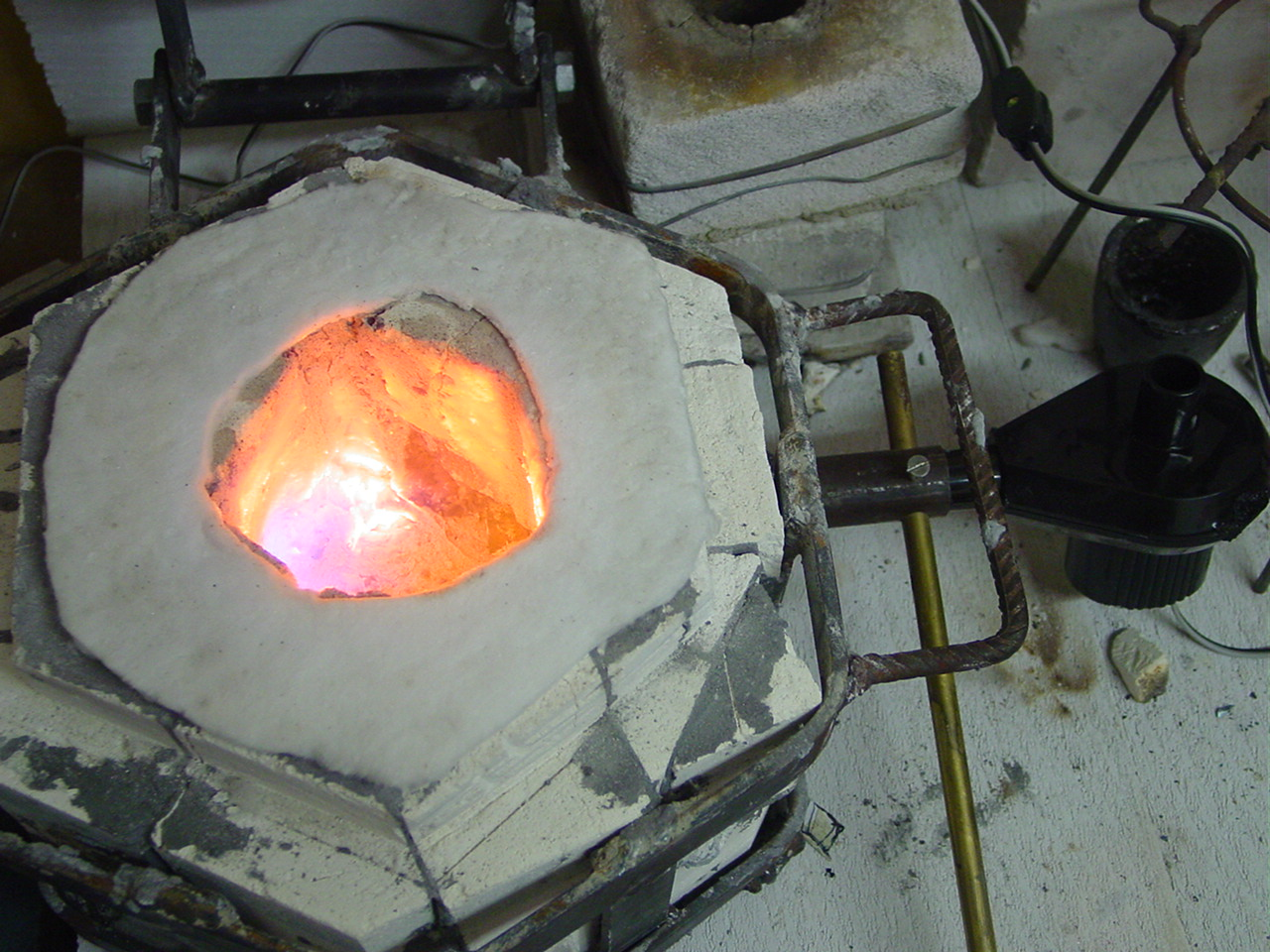

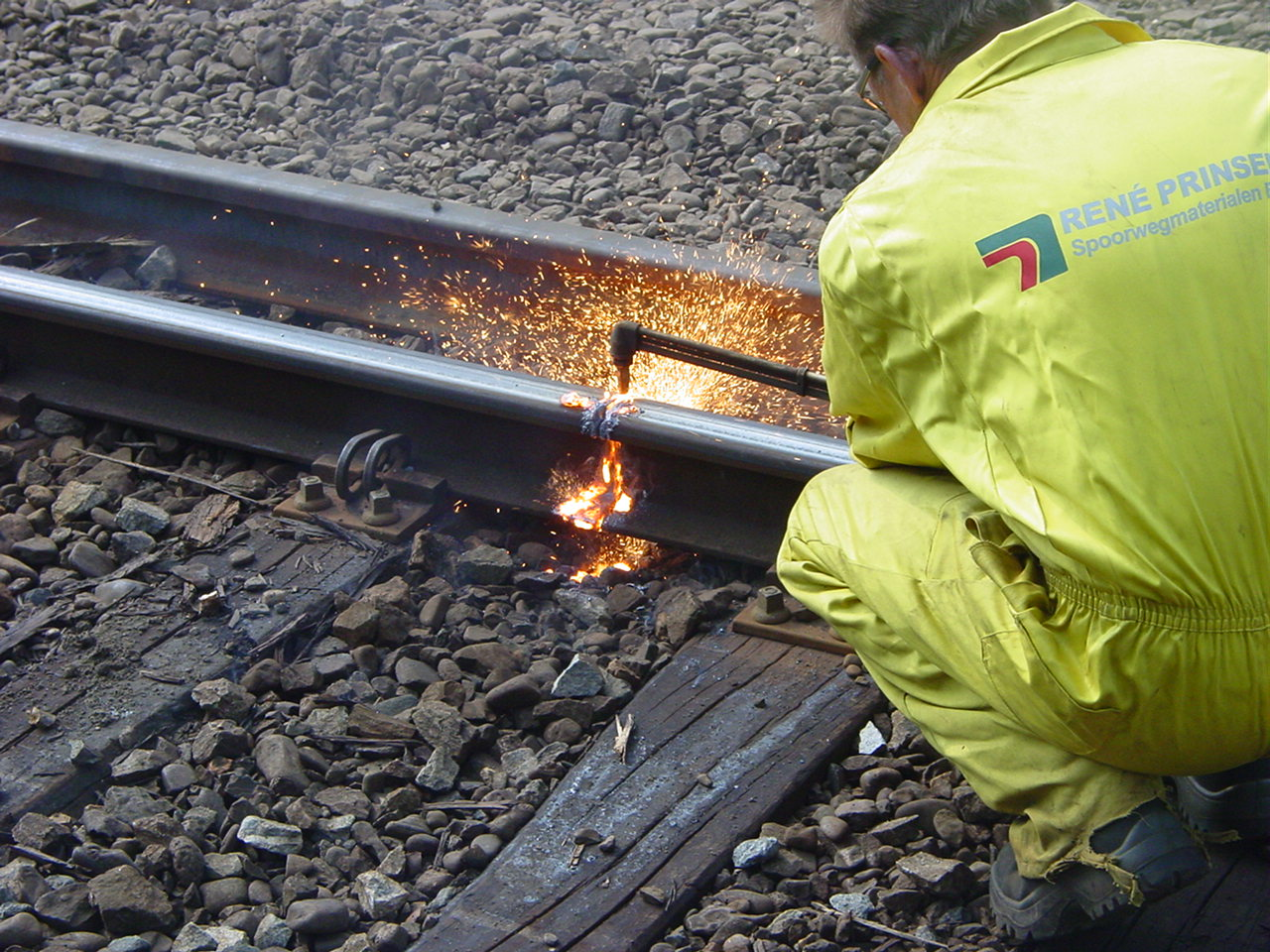

가스 버너(gas burner)는 아세틸렌, 천연 가스 또는 프로판과 같은 가스 연료를 사용하는 제품을 가열하는 불꽃을 생성하는 장치이다. 몇몇 버너는 완전 연소를 만들기 위해 공기와 연료 가스를 혼합하기 위한 공기 유입구가 있다. 아세틸렌은 보통 산소와 함께 사용된다.
가스 버너는 납땜, 경납땜 및 용접과 같은 많은 응용 분야가 있으며, 후자는 강철을 녹이는데 필요한 더 뜨거운 화염을 만들기 위해 공기 대신 산소를 사용한다. 실험실 용도로는 천연가스 연료 분젠 버너가 사용된다. 녹는점이 최대 1100 °C (예:구리, 은 및 금)인 금속을 녹이기 위해 자연적으로 공기를 끌어당기는 프로판 버너를 사용할 수 있다.

## 같이 보기
- 불꽃
- 휴대용 버너

## 참조
- Pocket Guide to Fire and Arson Investigation,  second edition, FM Global, Table 1,2 and 3